# 에비스 마스캇츠
에비스 마스캇츠(일본어: 恵比寿マスカッツ)는 일본의 걸 그룹이다. 2008년 TV 도쿄에서 방송되었던 《오네가이! 마스캇토》에서 처음 만들어졌으며, 큰 인기를 얻어 보통 6개월 정도만 방송되는 심야 버라이어티에서 이례적으로 5년간 방송활동을 하였다. 2010년 2월 17일, 그룹의 첫 싱글 앨범인 〈바나나 망고 하이 스쿨/하나 둘 셋 넷에 울어줘 with 눈물 네 자매〉를 발표했으며, 2013년 3월 6일 공개된 〈ABAYO〉까지 총 9개의 싱글 앨범과 2장의 정규 음반을 발매했다.
그룹이 최고조에 달했을 때 그만두겠다는 이유로 2012년 12월 16일 해산을 선언했으며, 이듬해 4월 7일 마지막 콘서트를 갖고 해체하였다. 한편, 에비스 마스캇츠를 계승한 그룹이 2015년 10월 7일부터 에비스★마스캇츠라는 이름으로 활동을 시작했으며, 제2세대 에비스 마스캇츠로도 표기되었다. 따라서 본 그룹을 제1세대 에비스 마스캇츠로 명명하기도 한다.

## 연혁

### 에비스 마스캇츠의 결성: 2008년
에비스 마스캇츠는 2008년 4월 7일, TV 도쿄에서 방송됐던 《오네가이! 마스캇토》 1화에서 처음 등장했다. 결성 당시 인원은 20명으로서, 전원이 그라비아 아이돌과 성인 비디오 여배우들로 구성되어있었고, 아오이 소라가 리더를 맡고 있었다. 프로그램에는 "스캇토 송"이라는 코너가 있어 일본의 유명한 노래들을 부르며 춤을 추는 시간이 주어졌으나, 이를 제외하고는 걸 그룹으로서 이렇다 할 활동은 하지 않았으며, 기획된 연출을 수행하는 출연진에 불과했다.
초기의 에비스 마스캇츠는 그룹과 연출자의 관계가 좋지 못했고, 멤버들끼리는 경쟁 관계에 있었다. 프로그램 연출자 맥코이 사이토는 출연진들 사이에 어떠한 신뢰관계도 없었다고 말했는데, 그는 거대 AV 제작사들을 대표하는 배우들을 모아왔기에 모두들 자존심이 상당했음을 이유로 꼽았다. 촬영시 위치하는 자리를 놓고서도 분쟁이 있었으며, 출연자들은 맥코이를 이해하지 못한 채 그만두는 경우도 있었다. 그중에서도 특히 미히로가 그를 정말 질색했을 것이라고 말했다. Rio는 이 시기의 멤버들이 모두 라이벌 관계였다고 회상했으며, 당시 리더였던 아오이 소라는 멤버들간의 동료 의식은 없고, 개개인이 모인 집단이었다고 이야기했다.
한편 《오네가이! 마스캇토》는 원래부터 반 년만 방송하기로 예정되어있던 프로그램이었으며, 자연히 에비스 마스캇츠도 해체될 계획이었다. 하지만 관계자들이 스폰서에 반 년으로는 부족하다는 등의 이유로 재차 프로그램의 연장을 요구했으며, 평일 심야시간대에 2%가 넘는 시청률을 보이며, 프로그램과 그룹이 존속할 수 있게 된다.

### 첫 싱글 앨범과 집단 졸업: 2009년 ~ 2010년

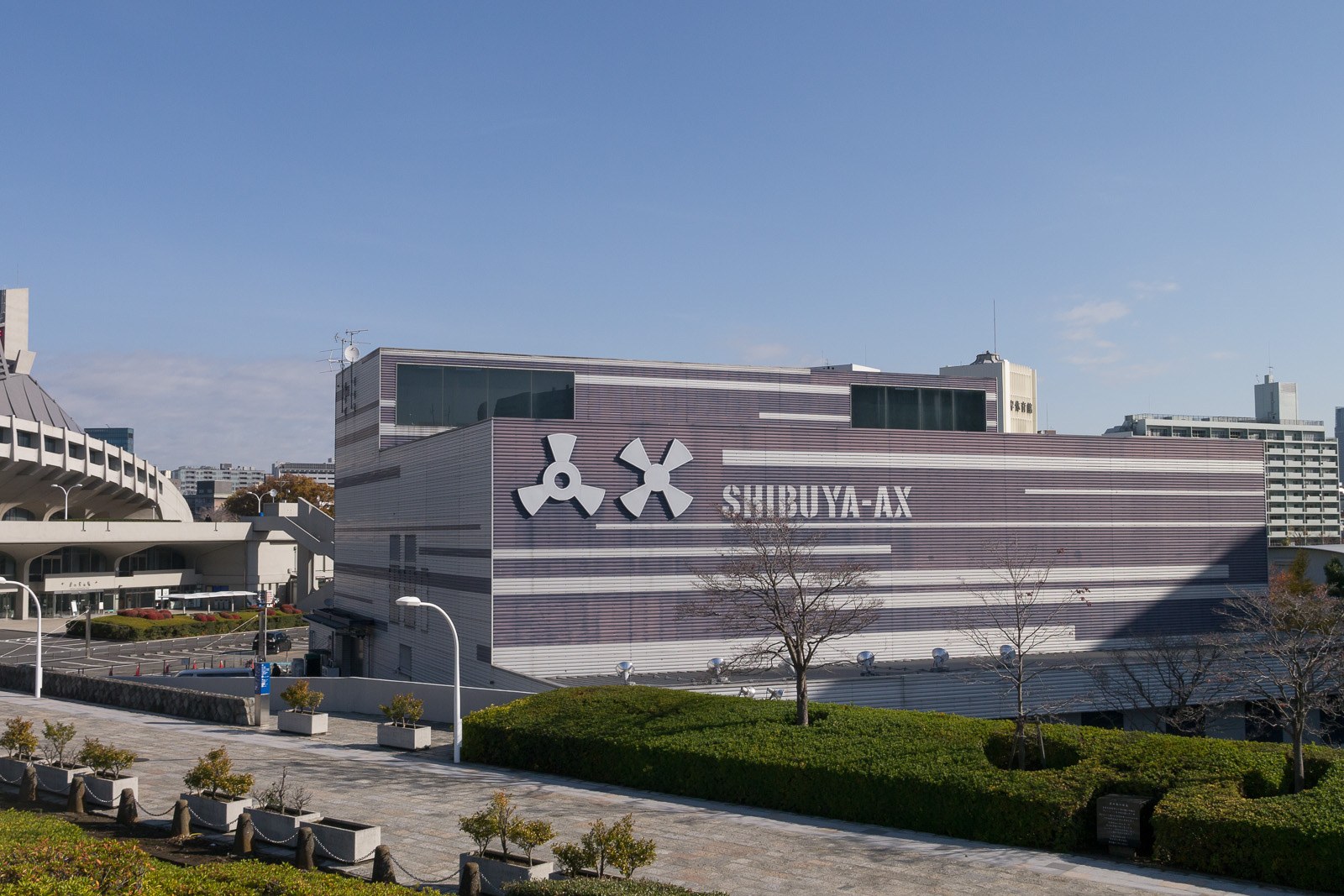
에비스 마스캇츠의 첫 콘서트 장소인 SHIBUYA-AX

2009년 3월 30일까지 방송되던 프로그램은 그 다음주부터 《오네다리!! 마스캇토》라는 이름으로 개편되었고, 개편 직후 사쿠라기 린, 키자키 제시카 등 10명의 멤버가 영입되었다. 이때부터 기(旗)로 멤버를 구분짓기 시작했으며, 2009년 10월 3기생으로서 카스미 카호 등 4명의 멤버가 추가되었다.
전작의 스캇토 송은 폐지되었다. 한편 첫 오리지널 송 〈바나나 망고 하이 스쿨〉이 만들어졌는데, 이때부터 스캇토 송이 담당하던 프로그램의 오프닝, 클로징 곡은 그룹의 오리지널 송이 대신하게 되었다. 이 노래는 2010년 2월 17일 커플링 곡과 함께 〈바나나 망고 하이 스쿨/하나 둘 셋 넷에 울어줘 with 눈물 네 자매〉라는 싱글 앨범으로 발매되었다. 이 앨범은 오리콘 차트 8위를 차지했는데, 당초 10위권내에 들지 못하면 그룹이 해산될 예정이었음이 후일 알려졌다.
3월 29일 《오네다리!! 마스캇토》는 방송종료되었고, 1기부터 3기까지의 에비스 마스캇츠 멤버들은 졸업식을 갖고 전원 흩어졌다. 그러나, 방송은 재개편되어 《쵸이토 마스캇토!》라는 이름으로 이어졌고, 이에 Rio, 아사미 유마를 포함한 졸업생 중 일부가 복귀하게 되나 모두 8명밖에 되지 않았다. 여기에 14명의 4기생이 포함되어 활동했다. 이런 변화를 방송상에서는 불황으로 인해 제작비가 급변했으며, 출연료를 감당할 수 없어서 조치한 것이라고 설명했다. 한편 리더에도 변화가 생겨, 아오이 소라가 졸업식 후 방송 출연을 중단한 사이에 아사미 유마로 교체되었다. 7월 7일 방송에서 KONAN은 SDN48로 이적해 그룹을 탈퇴했다.
《쵸이토 마스캇토!》 방송 이후, 에비스 마스캇츠는 본격적으로 걸 그룹 활동을 이어가게된다. 이 그룹은 싱글 앨범을 연간 2, 3장 주기로 발표했는데, 같은 해 7월 7일 두 번째 싱글 앨범 〈OECURA MAMBO/내 맘보〉가 발매되었고, 3일 뒤 첫 콘서트인 "에비스 마스캇츠 살인사건 ~춤추고 노래하고 살해당해~"를 시부야구의 SHIBUYA-AX에서 가졌다.
10월 6일 방송이 다시 개편되어 《오네다리 마스캇토DX!》가 시작되었고, 5기생 3명을 비롯해, 아오이 소라 등 《오네다리!! 마스캇토》에서 졸업한 멤버 5명이 복귀한다. 12월 5일과 9일에 각각 오사카부와 도쿄도를 순회하는 콘서트를 진행했고, 그달 8일 세 번째 싱글 앨범 〈치요코레이토/귀여운 고시엔〉을 발매했다.

### 전국 투어 및 아시아 진출: 2011년
2011년 3월 16일, 그룹의 네 번째 싱글 〈스프링 홀리데이/말다툼하지 말아줘♪〉가 발매되었으며, 19일 시부야구에서 열리기로 예정되어있던 콘서트가 도호쿠 지방 태평양 해역 지진으로 인해 취소되었다. 4월 6일 방송분에서는 6기생 6명이 추가로 영입되었다.
5월 21일, 에비스 마스캇츠는 첫 번째 전국 투어를 실시했고, 이는 7월 2일까지 이어졌다. 이 기간동안 이동한 곳은 도쿄도, 오사카시, 고베시, 나고야시, 하마마쓰시의 모두 다섯 곳으로서, 특히 히비야 야외음악당에서 열린 마지막 공연은 DVD로 제작되어 발매되었다. 12월 7일 발매된 이 DVD의 커버는 〈헤라클레스 ~애수의 팬서 어게인~〉 무대에서 고소공포증이 있던 야마나카 아야코가 와이어에 매달려 올라가는 모습이 사용되었다. 투어중이던 5월 25일에 그룹의 첫 번째 정규 앨범 《더 마스캇츠 ~할리우드에서 안녕~》이 발매되기도 했다.
2011년 6월 8일 《오네다리 마스캇토DX!》 36회 방송분에서, 아야노코지 쇼가 스튜디오를 방문해 작곡한 노래를 선물로 제공했고, 멤버들이 작사에 참여하게 된다. 이 곡은 후일 〈롯폰폰☆판타지〉라는 이름으로 제작됐고, 9월 7일 방송에서 노래가 공개되었다. 한편, 아야노코지 쇼가 속해있는 록 밴드 기시단은 데뷔 10주년을 맞이하여 5월 9일부터 12월 21일까지 일련의 《극동 로큰롤 하이 스쿨》 콘서트를 진행했는데, 9월 15일에 14회 콘서트의 게스트로서 초청되어 공연을 가졌다. 〈롯폰폰☆판타지〉는 이날 처음 야외 공연되었으며, 싱글로는 10월 12일 발매되었고 전세계 25개국에 출시되었다.
《극동 로큰롤 하이 스쿨》이 시작하기 직전이었던 9월 4일부터 10월 23일까지, 에비스 마스캇츠는 두 번째 전국 투어를 가졌다. 이 기간동안 이동한 곳은 사이타마 신도심을 시작으로 모두 열 곳을 방문했다. 동시기인 10월 5일 방송은 《오네다리 마스캇토SP!》로 개편되었다. 11월 15일, 홍콩의 국제무역전시센터에서 그룹의 첫 번째 아시아 투어가 진행되었으며, 12월 10일 나카노 선플라자에서 개선 공연을 가졌다.

### 해산 선언과 그룹 해체: 2012년 ~ 2013년

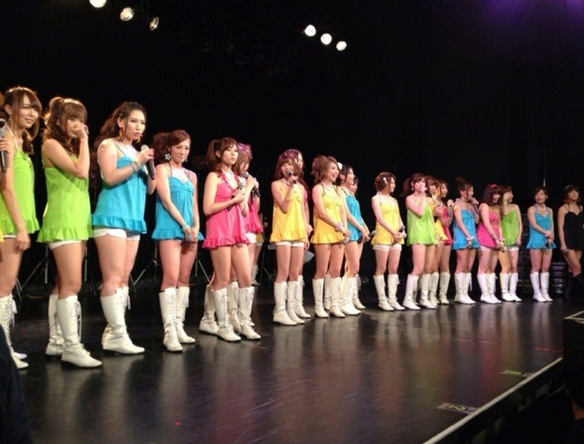
2013년 3월 31일, 오사카 BIGCAT에서 열린
《해산전국전국투어 2013》의 현장 사진

2012년 3월 7일, 아사미 유마는 2년의 임기를 마치고 리더 자리에서 물러났으며, 스태프와 상의를 거쳐 키시 아이노가 다음 리더로 지목된다.
이 해에는 세 장의 싱글 앨범을 발표했는데, 3월 28일 여섯 번째 싱글 앨범 〈허니 트랩♪〉이, 6월 27일 〈불효 베이베〉가 발매되었다. 〈불효 베이베〉는 에비스 마스캇츠의 싱글 중에서 처음으로 센터 포지션이 도입되었으며, 이 자리는 루카와 리나가 담당했다. 이 해에 마지막으로 발표한 싱글은 10월 31일 발매된 〈역주♡아이돌〉인데, 이 곡은 전부터 아이돌이 꿈이었지만, 노래를 잘 부르지 못해 평소 나레이션과 MC를 주로 맡아오고있던 요시자와 아키호를 위해 마련된 곡으로서, 그녀가 센터를 맡고 모든 가사를 소화했다. 이 곡은 오리콘 싱글 차트에서 7위를 기록하며, 그룹에서 발표한 모든 노래 중 가장 높은 순위와 판매량을 기록했다.
2012년에 두 번의 콘서트 투어가 있었다. 우선 5월 12일부터 6월 17일까지 《전국 CAMP》가 진행되었으며, 니가타현 등 열 곳을 방문했다. 두 번째 투어는 10월 14일부터 28일까지 《콘서트 투어 2012》라는 이름으로 진행되었고, 시부야구 등 세 곳에서 진행되었다.
2012년 12월 16일, 나카노 선플라자에서 열린 콘서트에서 해산이 선언되었다. 맥코이 사이토는 "그룹이 최고조에 이르렀을 때 해산하고 싶었다."며 해산 이유를 밝혔다. 이 여파로 2013년 1월 경, 방콕에서 진행될 예정이었던 아시아 투어가 취소되었으며, 싱가포르 콘서트만 진행됐다. 이후 2월 9일부터 3월 31일까지 마지막 콘서트 투어인 《해산전국전국투어 2013》을 진행했으며, 3월 6일에 〈ABAYO〉를 발표하며 음악 활동이 끝났다.
4월 3일, 그룹의 두 번째 정규 앨범 《졸업 앨범》이 발매되었으며, 그로부터 나흘 뒤 마이하마 엠퍼시어터에서 마지막 콘서트를 갖고 그룹은 해체되었다.

## 그룹 특징

### 외적인 모습

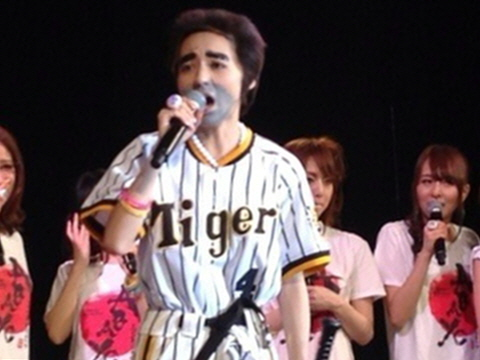
한신 타이거즈의 유니폼을 입고 우스꽝스러운 분장을 한 리더 키시 아이노의 모습

에비스 마스캇츠는 활동해가며 점차 아이돌화되었는데, 1기생이 활동하던 시점에서는 보다 방송인에 가까웠으며 여기서 만들어진 캐릭터가 그룹 전반의 이미지로 굳어졌다. 일반적으로 아이돌은 외향적인 것을 중시한다고 여겨지는데, 이들은 모습이 망가지는것에 거리낌이 없었고 오히려 그런것을 권장하였다. 방송 내에서 카와무라 리카는 안토니오 이노키와, Rio는 마이클 잭슨과 닮은 것을 이용해 개그 소재로 활용했다. 카와무라 에나와 야마나카 아야코는 《마스캇토 나이트》에서 제 2세대 멤버들에게 각각 "콤플렉스같이 감추고 싶은 부분이 있겠지만, 오히려 그런 것을 꺼내는 것이 자신을 즐길 수 있다.", "어떤 부끄러운 것을 해도 TV너머의 사람들이 웃어준다고 생각하면 할 수 있다."고 이야기했다.
이들은 활동중에 수차례 여러 잡지에 실렸고, 기사의 대부분이 멤버의 프로필과 짧은 인터뷰, 화보에 주력해있다. 2008년 12/8호 《주간 플레이보이》에서는 기사에 프로그램 평을 함께 수록했는데, 이 기사는 2009년 1월 13일 방송된 《오네가이! 마스캇토》 제 40회 방송분에서 소개됐다. 기사에서는 "(오네가이! 마스캇토는)어떠한 장면에서든 팬티를 보여주려고하는 제작진의 노력이 대단하다."며 이들을 팬티 노출을 노리는 제작진과 걸 그룹처럼 묘사했다. 팬티 노출은 방송이 진행되며 점차 그 빈도가 줄어들었지만, 그와 별개로 성적인 말장난과 거친 언어 구사는 그룹의 다른 특징이 되었다. 이러한 특징은 미히로가 기존의 노래를 개사해 성적인 유희를 섞어 자주 불렀던 것에서 두드러진다.
이처럼 에비스 마스캇츠는 동시기에 활동하던 여타 아이돌 그룹과 비교해서 보다 개방적인 성향을 가지고있었다. 일본의 여러 아이돌 그룹들은 멤버들의 연애 문제에 대해 민감한 반응을 보이는데, 일례로 동시기의 유명 아이돌인 AKB48의 미네기시 미나미는 2013년 1월경 연애가 문제가 되어 머리를 삭발한적도 있다. 에비스 마스캇츠는 연애 문제에 보다 관대하게 대처했는데, 마스캇토 시리즈를 진행하는 오기야하기의 오기 히로아키는 마스캇츠 멤버들의 남자친구역을 자처하며 이성교제를 금지하는 발언을 했지만, 안도 아이카가 자신이 남자친구가 있다고 밝혔을 때, 이를 용인했다.

#### 의상의 변화
그룹이 형성되던 당시에는 사복을 입었다. 최초의 유니폼은 《오네가이! 마스캇토》 7화에서 등장하며, 각각 몸에 달라붙는 끈달린 민소매 셔츠와 아주 짧은 미니스커트였다. 이후로는 여름 시즌의 수영복 착용, 다른 의상을 입어야하는 일부 기획들을 제외하고서는 일반적으로 유니폼을 착용한 채로 활동했다.
의상은 크고 작은 변화가 있었으며, 좌측의 이미지는 그 중 두드러지는 변화를 세가지로 단순화시켜 표현한 것이다. 결성 시기부터 해체까지 큰 변화가 없는 것은 색상으로, 멤버들마다 지정받은 고유의 색상이 존재했으며 이는 각각 분홍색, 하늘색, 연두색, 노란색이다. 첫 번째가 최초의 민소매 셔츠와 미니스커트의 조합으로 이루어진 형태이며, 같은 형태의 의상은 《쵸이토 마스캇토!》에서 다시 등장하는데, 이 때는 의상이 흰색으로 변경되며 부분적으로 레이스가 부착되었다.
두 번째 의상과 같은 원피스 형태는 《오네다리!! 마스캇토》에서 등장하며, 이 방송의상은 〈바나나 망고 하이 스쿨〉의 뮤직비디오에도 등장한다. 하지만 이미지의 가슴 중앙부분의 매듭은 없고 구멍이 뚫려있는 형태였다. 좌측 그림과 같은 형태의 의상은 《쵸이토 마스캇토!》 중반부부터 착용하기 시작했다. 가슴 부분이 리본 모양으로 되어있는 원피스로, 스커트 끝자락까지 닿는 길이였다. 원피스의 끈이 V형으로 바뀌기도 했다. 《오네다리 마스캇토SP!》까지 착용해 가장 오랫동안 착용한 의상이기도 하며, 〈OECURA MAMBO/내 맘보〉, 〈치요코레이토/귀여운 고시엔〉, 〈스프링 홀리데이/말다툼하지 말아줘♪〉, 〈롯폰폰☆판타지〉의 앨범과 뮤직비디오에서 입고 있던 옷이다.
세 번째 의상은 《오네다리 마스캇토SP!》 중반부터 해체시까지 착용했던 의상인데, 광택이 있는 커다란 자켓이 특징이며 〈ABAYO〉의 앨범과 뮤직 비디오에서 착용하였다. 방송용 의상이 항상 앨범에서 활용됐던 것은 아니며, 〈허니 트랩♪〉, 〈불효 베이베〉, 〈역주♡아이돌〉은 각 앨범 고유의 의상이 존재한다.

### 음악 스타일
에비스 마스캇츠의 음악은 프로그램의 종합연출자인 맥코이 사이토의 색깔이 매우 강하다. 그는 첫 번째 곡 〈바나나 망고 하이 스쿨〉부터 마지막 싱글 앨범 〈ABAYO〉에 수록된 모든 곡까지, 그룹이 발표한 거의 모든 곡의 작사에 참여했다. 타이틀 곡들은 대체로 비슷한 구성을 가지고 있는데, 거의 모든 곡이 도입부에서 주요 멤버들이 각 소절을 나누어 부르며, 포인트별로 나레이션이나 코러스가 등장한다. 이후 클라이막스에서는 멤버 전원이 함께 노래를 부르게 된다. 또한 노래의 대부분이 장르가 댄스인 것도 특징이다. 멤버들 중에서는 나가사쿠 아이리나 아사미 유마처럼 활동 중에 가창력을 인정받아 그룹 해체 이후로 본격적인 솔로 가수로서 활동하는 경우도 있지만, 요시자와 아키호같이 음치로 분류된 멤버도 있는 것처럼 멤버들의 가창력이 고르지 못하다. 가창력에 큰 문제가 없는 인기 멤버의 경우, 본인을 중심으로 만들어지는 커플링 곡이나 방송 내의 음악 코너가 마련되지만, 후자의 경우에는 인기가 있더라도 음악적인 활동에서 소외되는 경향이 있다.
노랫말은 섹스를 연상시킨다거나, 남녀간의 교제 따위의 주제를 다루는 등 젊은 세대를 겨냥한 것들이 많았다. 가령 〈바나나 망고 하이 스쿨〉은 그 제목과 가사가 남녀의 성기를 연상하게 하며, 실제로 그러한 의도로 쓰여진 가사를 담고있다. 다만 모든 노래가 자극적인 가사로 쓰여지는 것은 결코 아니며, 개중에는 〈엄마〉처럼 어머니에 대한 감사함과 사랑을 표현하거나, 〈구구 댄스〉처럼 구구단도 외지 못하는 자신을 재치있게 표현한 곡들도 있다.

## 평가
에비스 마스캇츠는 일본 최초의 섹시 아이돌 그룹은 아니다. 일본에서 섹시를 컨셉으로 활동했던 아이돌 그룹은 훨씬 이전부터 존재해왔으며, 특히 1990년대에는 C.C. 걸즈, 세이프 UP 걸즈, 이케이케 걸즈, T-BACKS, J-KISS 등 다양한 그룹들이 등장하고 사라져갔다. 그 중에는 에비스 마스캇츠처럼 AV 여배우가 소속해 활동하던 그룹도 더러 있었지만, 결과적으로 일반적인 아이돌과 AV 여배우의 경계를 허무는데에는 실패했다. 에비스 마스캇츠가 활동하던 2010년대 전후는 아이돌과 AV 산업 양측의 시장이 점차 축소되어, 아이돌의 경우 악수회, AV 여배우들은 음악 활동을 하는 등 직접적인 판촉 활동이 유도되던 때이다. 이 과정에서 에비스 마스캇츠는 큰 호응을 얻어 AV 여배우의 위상을 높였으며, 그 결과 아이돌과의 경계를 모호하게 만들어 AV 여배우들의 잇따른 아이돌 그룹화를 촉진시켰다.
게이 라이터로 알려진 고(故) 아본느 야스다(1984 ~ 2013)는 에비스 마스캇츠를 사도(邪道)로 해석했다. 이는 마지막 콘서트에서 키시 아이노가 "제 인생은 칭찬받을만 한게 못 돼요. 저속한 일만 했고…. 다만 후회는 하지 않아요. 마스캇츠에 들어오고 나서 평범하지 않은 경험이 많이 생겼습니다. 지금 행복합니다!"라고 말한 것에서, 이들이 자신과 같이 사도를 걷는 그룹으로 본 것이다. 그는 정도(正道)를 가고 싶어도 사도로 갈수 밖에 없는 사람들도 있는데, 이들이 마치 "우리도 사도지만, 여기까지 해냈습니다. 사도로서 이렇게 많은 사랑을 받았습니다."라는 것을 몸소 보여준다며, 사도들의 희망과 같은 그룹이라고 평가했다.
카츠키 타카시(香月孝史)는 자신의 칼럼에서 이들을 SDN48과 비슷하면서도 다른 유형의 그룹으로 봤다. 두 그룹의 공통점은 타겟을 성인으로 잡았다는 것으로서, 에비스 마스캇츠의 초기 노래가 음담패설을 늘어놓는 코믹 송이었고, 방송 내에서도 섹스를 직접적으로 연상시키는 언행을 해왔다는 점에서 유사하다고 보았다. 다만 "AV 여배우라는 그 고정관념을 경쾌하게 부정해, 다면적인 인간상으로 표현하는 것에 성공했다."고 말하며, 성을 표현하지만 그것이 과잉되거나 억제하지 않는, 성을 자연스럽게 표현하는 경지에 오른 아이돌이라고 평가했다.
다만 음악적인 부분에서의 평가는 전무한 편인데, 이는 마스캇츠가 음악적인 활동에만 치중한 그룹이 아니었기 때문이라 생각된다. 그 근거로 총감독 맥코이 사이토는 제 2세대 에비스 마스캇츠의 출범에서 1세대 마스캇츠에 대해 "반 년에 1회만 댄스 레슨을 받았다."라고 이야기하기도 했다.

## 음반 목록

### 싱글 앨범

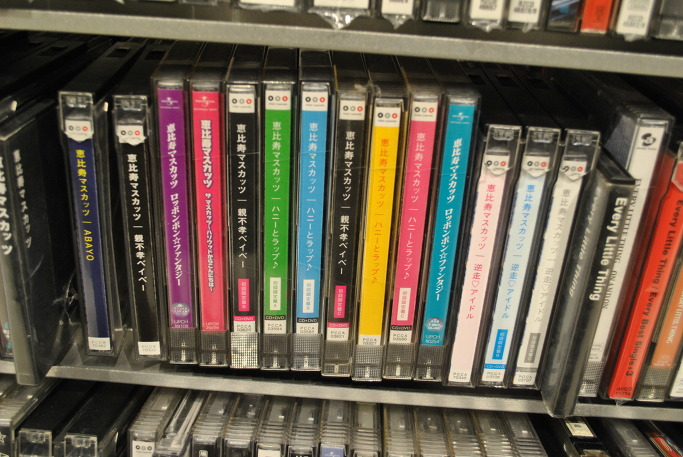
TSUTAYA에 진열된 에비스 마스캇츠의 앨범들

|     | 발매일           | 발매명                                                         | 규격 번호                                                                                      | 최고순위 |
| --- | ---------------- | -------------------------------------------------------------- | ---------------------------------------------------------------------------------------------- | -------- |
| 1st | 2010년 2월 17일  | 바나나 망고 하이 스쿨/하나 둘 셋 넷에 울어줘 with 눈물 네 자매 | UPCH-89071 (초회판A) UPCH-89072 (초회판B) UPCH-89073 (초회판C) UPCH-80164 (통상판)             | 8위      |
| 2nd | 2010년 7월 7일   | OECURA MAMBO/내 맘보                                           | UPCH-80194 (type A) UPCH-80195 (type B) UPCH-80196 (type C)                                    | 14위     |
| 3rd | 2010년 12월 8일  | 치요코레이토/귀여운 고시엔                                     | UPCH-80213 (type A) UPCH-80214 (type B) UPCH-80215 (type C)                                    | 17위     |
| 4th | 2011년 3월 16일  | 스프링 홀리데이/말다툼하지 말아줘♪                             | UPCH-80227 (type A) UPCH-80228 (type B) UPCH-80229 (type C)                                    | 28위     |
| 5th | 2011년 10월 12일 | 롯폰폰☆판타지                                                  | UPCH-89107 (기간한정판) UPCH-80254 (통상판) UPCH-89108 (스페셜프라이스판)                      | 8위      |
| 6th | 2012년 3월 28일  | 허니 트랩♪                                                     | PCCA-03584 (type A) PCCA-03585 (type B) PCCA-03586 (type C) PCCA-70327 (통상판)                | 13위     |
| 7th | 2012년 6월 27일  | 불효 베이베                                                    | PCCA-03619 (초회한정판A) PCCA-03620 (초회한정판B) PCCA-03621 (초회한정판C) PCCA-70332 (통상판) | 8위      |
| 8th | 2012년 10월 31일 | 역주♡아이돌                                                    | PCCA-03705 (초회한정판A) PCCA-03706 (초회한정판B) PCCA-30707 (초회한정판C) PCCA-70345 (통상판) | 7위      |
| 9th | 2013년 3월 6일   | ABAYO                                                          | PCCA-03799 (초회한정판) PCCA-70362 (통상판)                                                    | 22위     |

### 정규 앨범
|     | 발매일          | 발매명                          | 규격 번호                                                     | 최고순위 |
| --- | --------------- | ------------------------------- | ------------------------------------------------------------- | -------- |
| 1st | 2011년 5월 25일 | 더 마스캇츠 ~할리우드에서 안녕~ | UPCH-29068 (초회한정판) UPCH-20229 (통상판)                   | 17위     |
| 2nd | 2013년 4월 3일  | 졸업 앨범                       | PCCA-03811 (초호화판) PCCA-03812 (호화판) PCCA-03813 (통상판) | 8위      |

## 같이 보기
- 그라비아 아이돌
- 성인 비디오 여배우
- 에비스 마스캇츠의 콘서트 투어 목록
- 에비스★마스캇츠 - 제2세대 에비스 마스캇츠
- 에비스 마스캇츠 1.5 - 제1.5세대 에비스 마스캇츠

### 주해주
1. ↑  아오이 소라는 당시 자신이 리더로 뽑힌 이유로, 그중에서 나이가 많은 편에 속했고 경력이 가장 길었기 때문이라고 추측했다.[3]
2. ↑  4월 7일 복귀한 8명은 Rio, KONAN, 사쿠라기 린, 아사미 유마, 안도 아이카, 요시자와 아키호, 카스미 카호, 키자키 제시카였다. 4월 28일 니시노 쇼, 오가와 아사미, 카스미 리사, 하츠네 미노리도 복귀해, 결과적으로 12명만이 다시 돌아올 수 있었다. 아오이 소라 역시 활동을 하긴 했으나, 이 시기에는 매우 비정기적으로 출연했고 다음 개편인 《오네다리 마스캇토DX!》부터 고정출연한다.
3. ↑  이 시기의 멤버 집단 탈퇴는 《오네다리 마스캇토SP!》 51화에서 다시금 언급된다. 다만 출연료와 같은 이야기는 언급되지 않으며, (오리콘)8위를 얻어낸 멤버를 버릴수 없어, 이들을 전원 돌려달라는 스탭들의 뜨거운 마음이 있었다고 설명한다.
4. ↑  이는 제2세대를 선발하는 오디션에도 영향을 끼쳤다. 오기 히로아키는 '여성이 몸매가 좋지만 얼굴이 못생긴 경우, 그 불균형에서 에로함을 느낄 수 있다.'고 말했으며, 이에 맥코이 사이토는 '(선발 시, 전체 멤버의)3할은 추녀를 포함시킵니다.'라고 말했다.[44]
5. ↑  에비스 마스캇츠의 거칠고 성적이며 직설적인 표현들은 매우 빈번하게 볼 수 있다. 예를 들자면, 2011년 7월경 6기생으로 새롭게 영입된 미나모토 미나의 첫 방송분에서, 자신의 특기라며 훌라후프를 돌리는 모습을 보고 니시노 쇼는 "(훌라후프를) 설마 특기라고 가져온거야? 훌라후프는 아무나 다 해. 여기있는 언니들은 전부다 허리흔드는거 초특기야."라는 발언을 하기도 했다.
6. ↑  《오네가이! 마스캇토》 29회 방송분에서 여러가지의 개사곡이 소개된다. 가장 먼저 니시다 토시유키의 1981년 곡 〈만약 피아노를 칠 수 있다면〉(もしもピアノが弾けたなら
)을 개사한 〈만약 자○를 칠 수 있다면〉을 불렀고, 그밖에도 〈고추있어서 좋겠다〉, 〈대합 데굴데굴〉 등 다양한 개사된 노래를 선보였다.
7. ↑  비슷한 이야기로, 공동 진행자인 야하기 켄은 "연애는 안되지만, 섹스는 허락한다."는 발언을 하기도 했다.[52]
8. ↑  요시자와 아키호는 수차례나 앨범 자켓사진의 메인을 차지했던 인기 멤버였지만, 〈역주♡아이돌〉 이전까지 나레이션을 제외한 노래 파트를 맡지 않았다. 심지어 방송의 음악 기획에서도 노래를 부르는 일은 거의 없었으며, 연례행사로 진행되던, 전 멤버들이 기성 가수의 흉내를 내며 노래를 부르던 "마스캇토 홍백가합전"에서도 사회자였다.

### 참조주
1. ↑  ““セクシー女優”の枠超えるか　「恵比寿マスカッツ」２期生に注目” (일본어). 스포니치. 2015년 10월 20일. 2015년 10월 22일에 원본 문서에서 보존된 문서. 2015년 10월 22일에 확인함.
2. ↑  “本日スタート！恵比寿★マスカッツ、番組第1回でデビュー曲さっそく披露” (일본어). 나탈리. 2015년 10월 7일. 2015년 10월 22일에 원본 문서에서 보존된 문서. 2015년 10월 22일에 확인함.
3. 1 2  “【ラストステージまであと4日】今だから明かせる!?　蒼井そらが怒られていたワケとは？” (일본어). web 더 텔레비전. 2013년 4월 3일. 2015년 11월 19일에 원본 문서에서 보존된 문서. 2015년 11월 19일에 확인함.
4. ↑  《오네가이! 마스캇토》. 시즌 1. 제 1회. 2008년 4월 7일.
5. ↑  “マッコイ斉藤が語るバラエティ番組における“演出”の役割” (일본어). 오리콘. 2014년 12월 26일. 2015년 10월 19일에 원본 문서에서 보존된 문서. 2015년 10월 19일에 확인함.
6. 1 2  “恵比寿マスカッツが来春解散「絶頂期に解散させたかった」” (일본어). 나탈리. 2012년 12월 16일. 2015년 7월 25일에 원본 문서에서 보존된 문서. 2015년 10월 22일에 확인함.
7. ↑  “【麻美ゆま連載１６】半年で終わる予定だった「マスカッツ」” (일본어). 도쿄 스포츠. 2014년 12월 27일. 2015년 10월 19일에 원본 문서에서 보존된 문서. 2015년 10월 19일에 확인함.
8. 1 2 3  《오네다리 마스캇토SP!》. 시즌 5. 제 51회. 2012년 9월 20일.
9. ↑  《오네다리!! 마스캇토》. 시즌 2. 제 1회. 2009년 4월 6일.
10. ↑  《오네다리!! 마스캇토》. 시즌 2. 제 27회. 2009년 10월 5일.
11. ↑  “「おねマス」恵比寿マスカッツが念願のCDデビュー” (일본어). 나탈리. 2010년 1월 21일. 2015년 10월 21일에 원본 문서에서 보존된 문서. 2015년 10월 21일에 확인함.
12. ↑  《오네다리!! 마스캇토》. 시즌 2. 제 52회. 2010년 3월 29일.
13. ↑  《쵸이토 마스캇토!》. 시즌 3. 제 1회. 2010년 4월 7일.
14. ↑  《쵸이토 마스캇토!》. 시즌 3. 제 2회. 2010년 4월 14일.
15. ↑  《쵸이토 마스캇토!》. 시즌 3. 제 14회. 2010년 7월 7일.
16. ↑  “恵比寿マスカッツ、衝撃の2ndシングル発売＆1stライブ開催” (일본어). 나탈리. 2010년 6월 3일. 2015년 10월 21일에 원본 문서에서 보존된 문서. 2015년 10월 21일에 확인함.
17. ↑  “笑いあり涙あり！恵比寿マスカッツがAXで初ワンマン” (일본어). 나탈리. 2010년 7월 10일. 2015년 10월 20일에 확인함.
18. ↑  《오네다리 마스캇토DX!》. 시즌 4. 제 1회. 2010년 10월 6일.
19. ↑  “持ち曲6曲で2時間半！恵比寿マスカッツ「にやにや修学旅行」” (일본어). 나탈리. 2010년 12월 10일. 2015년 10월 21일에 원본 문서에서 보존된 문서. 2015년 10월 21일에 확인함.
20. ↑  “恵比寿マスカッツ、12月に3rdシングル＆にやにや修学旅行” (일본어). 나탈리. 2010년 10월 21일. 2015년 10월 21일에 원본 문서에서 보존된 문서. 2015년 10월 21일에 확인함.
21. ↑  “恵比寿マスカッツ春のニューシングル＆初のホール公演決定” (일본어). 나탈리. 2011년 2월 3일. 2015년 7월 17일에 원본 문서에서 보존된 문서. 2015년 10월 22일에 확인함.
22. ↑  “DMM.com Presents 恵比寿マスカッツ3rdコンサート お花畑でロックンロール in 渋谷（第1部）” (일본어). DMM.com. 2015년 12월 22일에 원본 문서에서 보존된 문서. 2015년 10월 22일에 확인함.
23. ↑  《오네다리 마스캇토DX!》. 시즌 4. 제 26회. 2011년 4월 6일.
24. 1 2  “恵比寿マスカッツ、待望の1stアルバム＆全国ツアー決定” (일본어). 나탈리. 2011년 4월 28일. 2011년 9월 4일에 원본 문서에서 보존된 문서. 2015년 10월 22일에 확인함.
25. ↑  “恵比寿マスカッツ、笑いと涙の日比谷野音ライブをDVD化” (일본어). 나탈리. 2011년 12월 7일. 2015년 11월 18일에 원본 문서에서 보존된 문서. 2015년 10월 22일에 확인함.
26. ↑  《오네다리 마스캇토DX!》. 시즌 4. 제 36회. 2011년 6월 15일.
27. ↑  “吉川！ももクロ！DJ OZMA！氣志團怒涛の対バンシリーズ” (일본어). 나달리. 2011년 4월 26일. 2015년 12월 22일에 원본 문서에서 보존된 문서. 2015년 10월 22일에 확인함.
28. ↑  “「全部マッコイが悪い」氣志團×マスカッツ対バンで夢実現” (일본어). 나탈리. 2011년 9월 17일. 2011년 9월 24일에 원본 문서에서 보존된 문서. 2015년 10월 22일에 확인함.
29. ↑  “恵比寿マスカッツ最新シングルを世界25カ国で配信リリース” (일본어). 나탈리. 2011년 10월 14일. 2015년 10월 5일에 원본 문서에서 보존된 문서. 2015년 10월 22일에 확인함.
30. ↑  “恵比寿マスカッツ アジアツアーが決定にメンバー号泣” (일본어). Girls News. 2011년 8월 9일. 2015년 10월 22일에 원본 문서에서 보존된 문서. 2015년 10월 22일에 확인함.
31. ↑  “恵比寿マスカッツ アジアツアー凱旋公演にファン2000人が大集合” (일본어). Girls News. 2011년 12월 16일. 2015년 10월 22일에 원본 문서에서 보존된 문서. 2015년 10월 22일에 확인함.
32. ↑  《오네다리 마스캇토SP!》. 시즌 5. 제 23회. 2012년 3월 7일.
33. ↑  “家族に感謝し号泣、恵比寿マスカッツ渋谷公会堂ワンマン” (일본어). 나탈리. 2012년 4월 3일. 2015년 12월 22일에 원본 문서에서 보존된 문서. 2015년 10월 22일에 확인함.
34. ↑  “マスカッツの親不孝な新曲＆きっす。デビュー作が同時発売” (일본어). 나탈리. 2012년 6월 27일. 2013년 3월 21일에 원본 문서에서 보존된 문서. 2015년 10월 22일에 확인함.
35. ↑  “「“正統派”アイドルに混じってアイドルフェスに出たい！」勢いに乗る恵比寿マスカッツの野望” (일본어). 일간 사이조. 2012년 8월 29일. 2015년 10월 22일에 원본 문서에서 보존된 문서. 2015년 10월 22일에 확인함.
36. ↑  “恵比寿マスカッツ10月に新作発売＆ハイオク満タンツアー” (일본어). 나탈리. 2012년 8월 21일. 2013년 4월 13일에 원본 문서에서 보존된 문서. 2015년 10월 22일에 확인함.
37. ↑  《오네다리 마스캇토SP!》. 시즌 5. 제 53회. 2012년 10월 7일.
38. ↑  “恵比寿マスカッツ全国CAMP第3弾 「そうだ！いろんなトコ行こう」” (일본어). 에비스 마스캇츠. 2012년 6월 4일에 원본 문서에서 보존된 문서. 2015년 10월 22일에 확인함.
39. ↑  “恵比寿マスカッツ ツアー2012 逆走 ♥ アイドル　ハイオク満タン！！” (일본어). 에비스 마스캇츠. 2012년 9월 19일에 원본 문서에서 보존된 문서. 2015년 10월 22일에 확인함.
40. ↑  “恵比寿マスカッツのタイ・バンコク公演は開催中止” (일본어). 타이랜드 하이퍼링크스. 2013년 10월 30일에 원본 문서에서 보존된 문서. 2015년 10월 22일에 확인함.
41. ↑  “シンガポール恵比寿マスカッツ】 コンサート決定” (일본어). Hello Asia. 2015년 10월 22일에 원본 문서에서 보존된 문서. 2015년 10월 22일에 확인함.
42. 1 2  “マスカッツ、ラストシングルPV＆“卒業アルバム”詳細公開” (일본어). 나탈리. 2013년 2월 20일. 2013년 2월 24일에 원본 문서에서 보존된 문서. 2015년 10월 22일에 확인함.
43. ↑  “元メンバーやおぎやはぎも登場、恵比寿マスカッツ涙の卒業式” (일본어). 나탈리. 2013년 4월 8일. 2015년 11월 1일에 원본 문서에서 보존된 문서. 2015년 10월 22일에 확인함.
44. ↑  “恵比寿マスカッツ再始動！” (일본어). 나탈리. 2015년 7월 2일. 2015년 8월 11일에 원본 문서에서 보존된 문서. 2015년 11월 24일에 확인함.
45. ↑  《오네가이! 마스캇토》. 시즌 1. 제 17회. 2008년 7월 29일.
46. ↑  《오네가이! 마스캇토》. 시즌 1. 제 15회. 2008년 7월 15일.
47. ↑  《마스캇토 나이트》. 시즌 6. 제 6회. 2015년 11월 11일.
48. ↑  《오네가이! 마스캇토》. 시즌 1. 제 40회. 2009년 1월 13일.
49. ↑  아본느 야스다 (2012년 8월 29일). “「“正統派”アイドルに混じってアイドルフェスに出たい！」勢いに乗る恵比寿マスカッツの野望” (일본어). 일간 사이조. 2015년 4월 28일에 원본 문서에서 보존된 문서. 2015년 11월 20일에 확인함.
50. ↑  카츠키 타카시 (2015년 6월 22일). “アイドルの「恋愛禁止」は守り続けるべきものなのか？　　香月孝史が歴史的経緯を踏まえて提言” (일본어). Real Sound. 2015년 11월 20일에 원본 문서에서 보존된 문서. 2015년 11월 20일에 확인함.
51. ↑  “'AKB48' 미네기시 미나미, 남자아이돌과 숙박데이트 ‘삭발’사과”. 동아일보. 2013년 2월 1일. 2015년 11월 20일에 원본 문서에서 보존된 문서. 2015년 11월 20일에 확인함.
52. ↑  “恵比寿マスカッツ２期生募集「恋愛禁止、セックスＯＫ」” (일본어). 산케이 스포츠. 2015년 7월 2일. 2015년 11월 20일에 원본 문서에서 보존된 문서. 2015년 11월 20일에 확인함.
53. ↑  “作詞者 Maccoi” (일본어). 카시타임. 2015년 11월 21일에 원본 문서에서 보존된 문서. 2015년 11월 21일에 확인함.
54. ↑  “アイドルとAV女優との境界線は…セクシーアイドルグループが正真正銘のエンターテイナーになった瞬間” (일본어). MEN'S CYZO. 2015년 11월 18일에 원본 문서에서 보존된 문서. 2015년 11월 18일에 확인함.
55. ↑  아본느 야스다 (2013년 4월 29일). “休業中・麻美ゆまも復活した恵比寿マスカッツ“涙”の解散コンサートを振り返る” (일본어). 일간 사이조. 2015년 11월 18일에 원본 문서에서 보존된 문서. 2015년 11월 18일에 확인함.
56. ↑  카츠키 타카시 (2015년 10월 25일). “アイドルは「未成熟」を越えられるか？　SDN48、恵比寿マスカッツの試みを振り返る” (일본어). Real Sound. 2015년 11월 17일에 원본 문서에서 보존된 문서. 2015년 11월 17일에 확인함.
57. ↑  “恵比寿マスカッツ2年半ぶり復活 「東京五輪の“夜”担当」と怪気炎” (일본어). 오리콘. 2015년 7월 2일. 2016년 2월 7일에 원본 문서에서 보존된 문서. 2016년 2월 7일에 확인함.